# Чупікінья
Чупікінья (ісп. Chupiquiña) — вулкан на кордоні Чилі (область Аріка-і-Парінакота) і Перу. Висота — 5784 м.
Це найпівнічніший вулкан в Чилі. Входить до складу подвійного вулкану разом з вулканом Такора, розташованим на південь.
Вулкан Чупікінья має правильну конічну форму і вкритий снігом і льодовиками, починаючи з висоти 5500 м.
Багаті поклади сірки в сідловині між Такора і Чупікінья.

## Виноски
1. ↑  GLOBAL VOLCANISM PROGRAM. Архів оригіналу за 19 вересня 2011. Процитовано 21 серпня 2014. [Архівовано 2011-09-19 у Wayback Machine.]
2. ↑  aymara.ucb.edu.bo. web.archive.org. Архів оригіналу за 23 вересня 2015. Процитовано 5 червня 2023. [Архівовано 2015-09-23 у Wayback Machine.]
3. ↑  Ilustre Municipalidad de General Lagos. www.portalvisviri.cl. Процитовано 5 червня 2023.